# Postęp i Rozwój
Postęp i Rozwój (hebr.: קידמה ופיתוח, Kidma we-pituach, arab.: تقدم وتطور, ang.: Progress and Development) – arabska satelicka partia polityczna działająca w Izraelu od lat 50. do 70. XX wieku. Była partią stowarzyszoną z rządzącą Mapai, a następnie Partią Pracy.
Po raz pierwszy wystartowała w wyborach w 1959. W skład czwartego Knesetu wprowadziła dwóch posłów – Ahmada az-Zahira i Iljasa Nachlę. Obaj politycy uzyskali reelekcję w kolejnych wyborach. W 1965 ponownie partia wprowadziła do parlamentu dwóch przedstawicieli – w składzie VI Knesetu znaleźli się Iljas Nachla oraz Sajf ad-Din az-Zubi. 5 lipca 1966 posłowie partii Postęp i Rozwój wraz z posłami innej arabskiej partii – Współpraca i Braterstwo – Dijabem Ubajdem i Dżabrem Mu’addim powołali nowe ugrupowanie – Współpraca i Rozwój. Partia rozpadła się pół roku później – 1 stycznia 1967, a posłowie powrócili do swoich frakcji. Z kolei 22 października 1968 Iljas Nachla opuścił macierzyste ugrupowanie zakładając Braterstwo Żydowsko-Arabskie.
W wyborach w 1969 mandaty poselskie z listy Postępu i Rozwoju zdobyli Sajf ad-Din az-Zubi i Dżabr Mu’addi, którzy uzyskali również reelekcję cztery lata później. Podczas trwania ósmej kadencji Knesetu partia Postęp i Rozwój przystąpiła do frakcji Koalicji Pracy (26 lutego 1974), jednak 8 czerwca 1976 az-Zubi i Mu’addi opuścili lewicową koalicję przywracając własną frakcję parlamentarną. Następnie 8 marca 1977 doszło do połączenia Postępu i Rozwoju z
Arabską Listą dla Beduinów i Mieszkańców Wsi (poseł Hamad Abu Rabia) i utworzenia Zjednoczonej Listy Arabskiej, która wystartowała w kolejnych wyborach.